# Sierra de Béjar (comarca)
La Sierra de Béjar es de una de las comarcas con mayor sentido histórico-tradicional, geográfico y cultural de la provincia de Salamanca, en Castilla y León, España, aunque sus límites no se corresponden con una división administrativa. Su parte más elevada hace de límite con las provincias de Ávila y Cáceres por lo que en las comarcas cacereñas del Valle del Jerte y el Valle del Ambroz, así como en la abulense del Alto Tormes, también se usa el topónimo Sierra de Béjar para designar a esta zona.
Tiene sus raíces históricas en dos territorios diferenciados, la Tierra de Montemayor y la Comunidad de Villa y Tierra de Béjar, que aunque se situaban en reinos diferentes en la Alta Edad Media, posteriormente se juntaron tras la inclusión de la mayor parte de la comunidad bejarana en la provincia de Salamanca, hecho que se atestigua ya en el siglo XVI, y que posteriormente se reafirmó en la división territorial de España realizada por Javier de Burgos en 1833 que sentó las bases de las provincias actuales, que dieron pie a la organización de las mismas en partidos judiciales. Béjar se constituyó como cabecera de partido en 1834 y es precisamente este hecho el que dotó de sentido comarcal a toda la sierra con la ciudad de Béjar como capital y centro de servicios. El partido creado entonces coincide con la comarca actual excepto por la inclusión de Molinillo, Pinedas y casi todos los municipios del Alto Tormes. En el siglo XX, partido y comarca se empezaron a diferenciar pues tras la sucesiva pérdida de población en la provincia salmantina, se eliminaron los partidos judiciales de Alba de Tormes, Ledesma y Sequeros, lo que conllevó el aumento de extensión del resto, entre ellos el de Béjar.

## Geografía

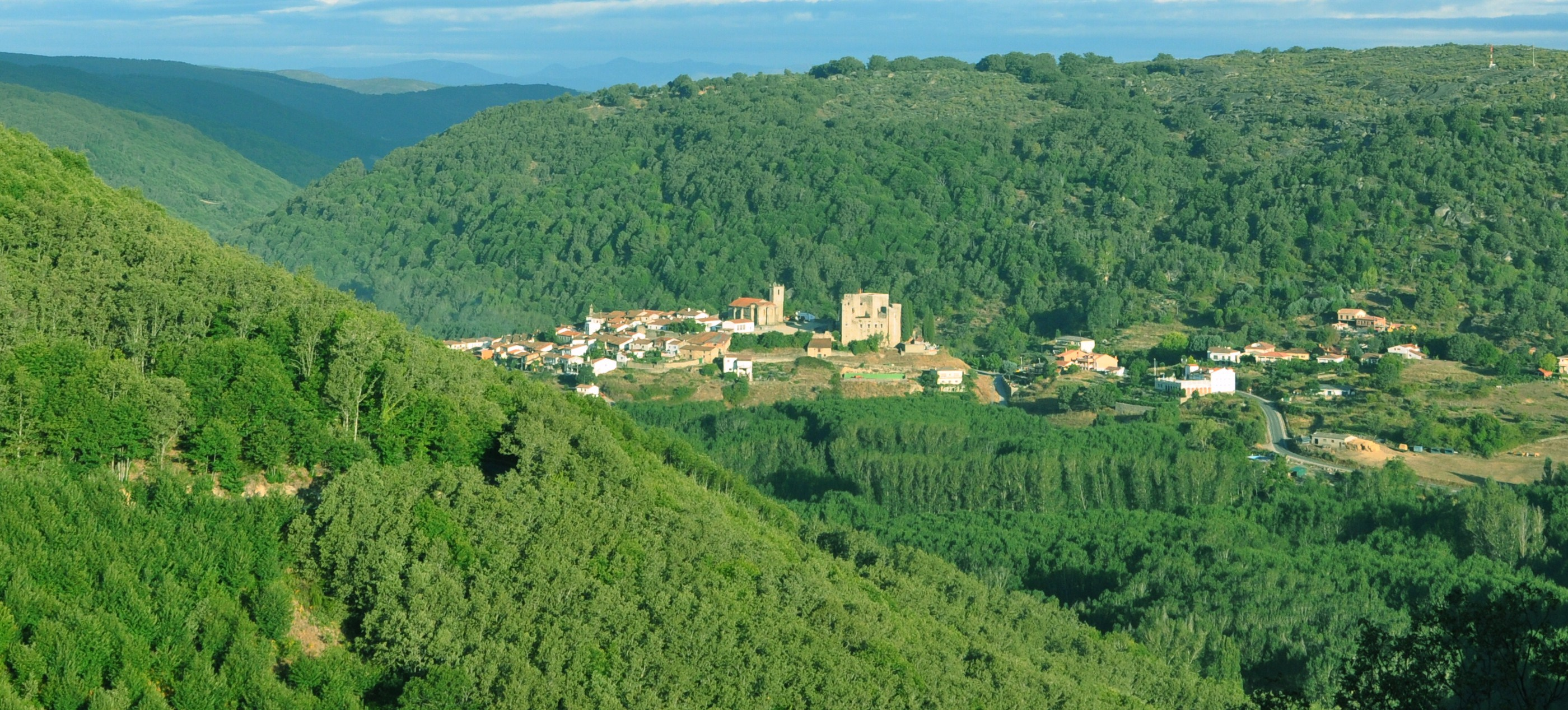
Montemayor del Río

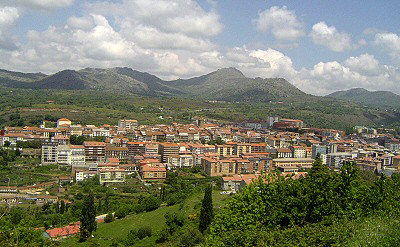
Béjar, la capital comarcal

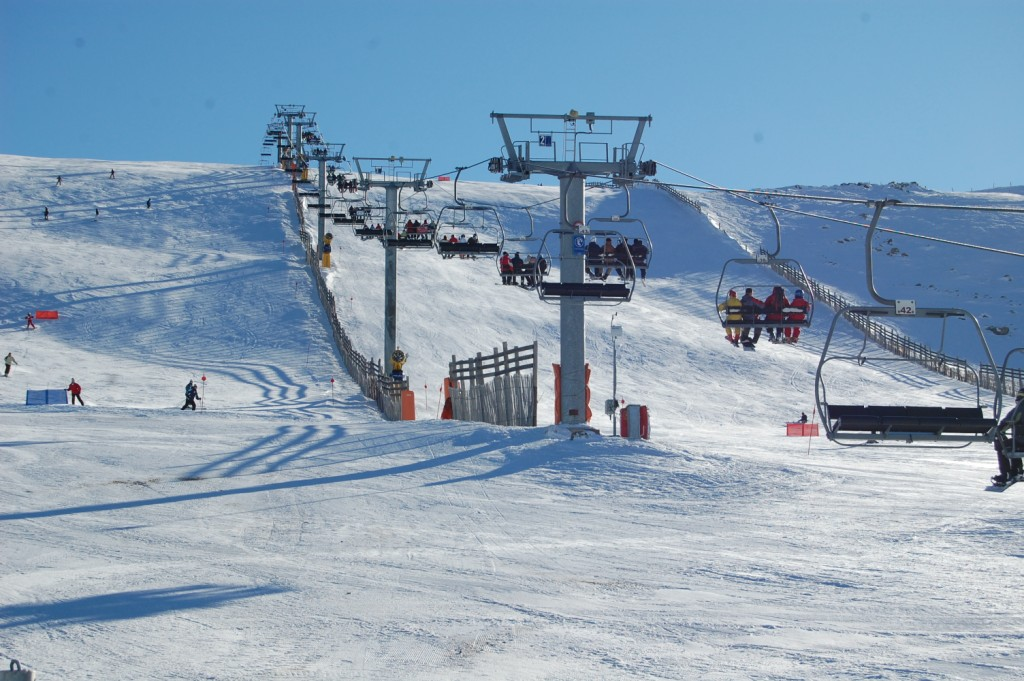
Estación de esquí de La Covatilla

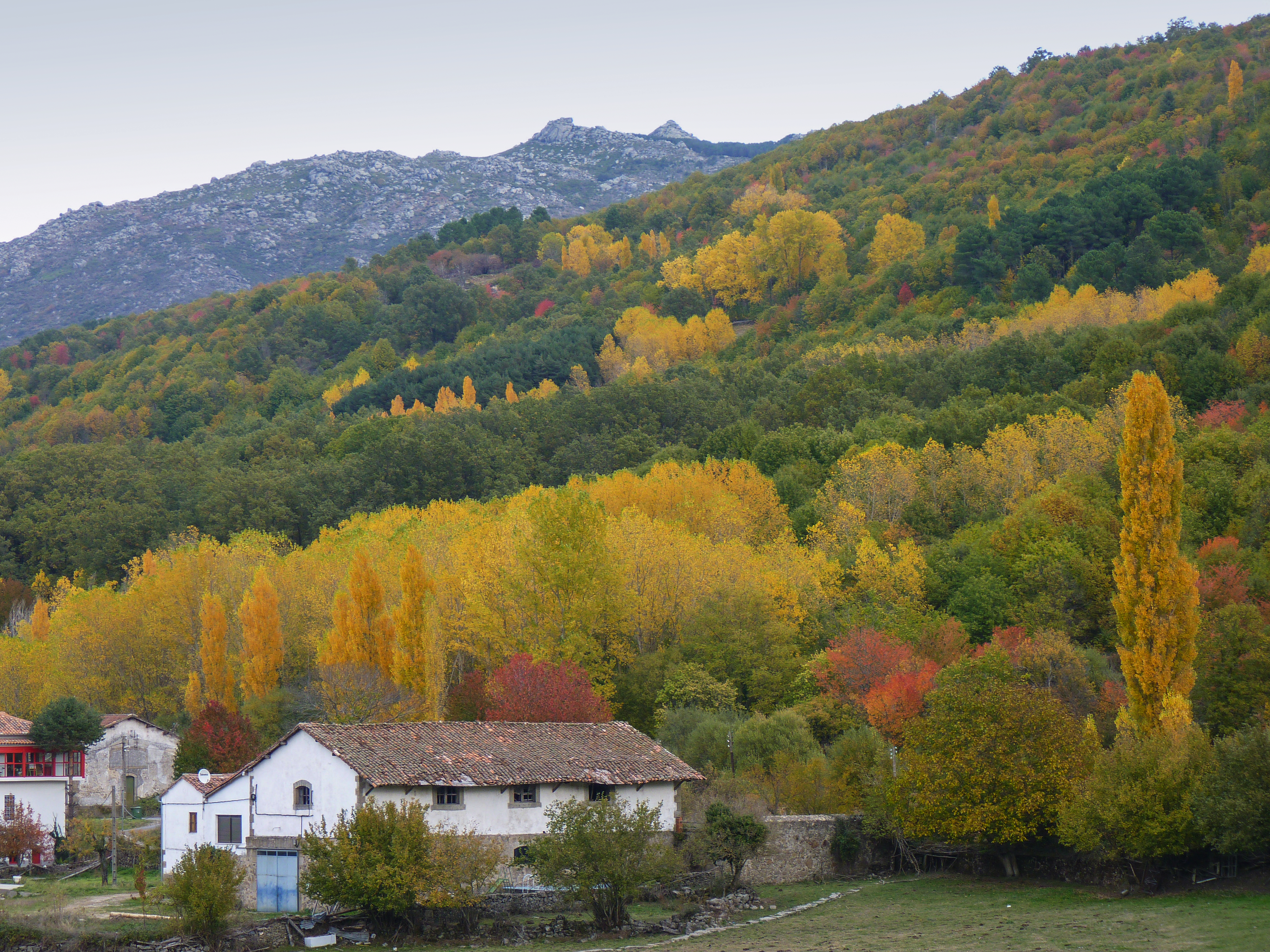
Paisajes de la Vía de la Plata, antigua calzada romana

La Sierra de Béjar está situada al sureste de la provincia de Salamanca pero su elevación también forma parte de las provincias de Cáceres y Ávila. Ocupa una superficie de 614,09 km². Es una de las subdivisiones o estribaciones del Sistema Central y a su vez, se compone de otros subsistemas como Sierra de Candelario, La Covatilla y el macizo de Vallejera, Neila, La Hoya y El Tejado. Posee la estación de esquí de La Covatilla, en las proximidades de Béjar. El pico más alto de todo el conjunto montañoso es el denominado Canchal de la Ceja con 2428 m s. n. m. Otro pico destacado es el Calvitero, el más alto de Extremadura. Existen dos vértices geodésicos, uno en el Calvitero y otro en Cabeza Gorda.
| Principales picos de la Sierra de Béjar                              |                       |                       |                 |
|                                                                      |                       |                       |                 |
|                                                                      | Nombre                | Subsistema            | Altitud         |
| 01                                                                   | Canchal de la Ceja    | Sierra de Candelario  | 2429 m s. n. m. |
| 02                                                                   | Calvitero             | Sierra de Candelario  | 2401 m s. n. m. |
| 03                                                                   | Hoya Moros            | Sierra de Candelario  | 2380 m s. n. m. |
| 04                                                                   | Canchal Negro         | La Covatilla          | 2368 m s. n. m. |
| 05                                                                   | Los Hermanitos        | Sierra de Hervás      | 2256 m s. n. m. |
| 06                                                                   | Peña Negra de Becedas | La Covatilla          | 2190 m s. n. m. |
| 07                                                                   | Pico del Águila       | La Covatilla          | 2063 m s. n. m. |
| 08                                                                   | Peña del Alaíz        | La Covatilla          | 1915 m s. n. m. |
| 09                                                                   | Peña Negra            | Monte del Castañar    | 1609 m s. n. m. |
| 10                                                                   | Cabeza Gorda          | Serranía de Vallejera | 1523 m s. n. m. |
| 11                                                                   | Peña de la Cruz       | Monte del Castañar    | 1443 m s. n. m. |
| 12                                                                   | Piquitos              | Serranía de Vallejera | 1425 m s. n. m. |
| 13                                                                   | Risco Gordo           | Serranía de Vallejera | 1395 m s. n. m. |
| 14                                                                   | Cerro del Berrueco    | Macizo del Tejado     | 1355 m s. n. m. |
| Fuente: Dirección General del Instituto Geográfico Nacional (España) |                       |                       |                 |

### Demarcación
Comprende 32 municipios: Aldeacipreste, Béjar, Candelario, Cantagallo, El Cerro, Colmenar de Montemayor, Cristóbal de la Sierra, Fresnedoso, Fuentes de Béjar, Horcajo de Montemayor, La Cabeza de Béjar, La Calzada de Béjar, La Hoya, Lagunilla, Ledrada, Montemayor del Río, Nava de Béjar, Navacarros, Navalmoral de Béjar, Peñacaballera, Peromingo, Puebla de San Medel, Puerto de Béjar, Sanchotello, Santibáñez de Béjar, Sorihuela, Valdefuentes de Sangusín, Valdehijaderos, Valdelacasa, Valdelageve, Vallejera de Riofrío y Valverde de Valdelacasa. Se considera a Béjar como el centro neurálgico o capital del territorio y el Alto Tormes es muchas veces considerado una subcomarca de Béjar.
Limita con Entresierras y Salvatierra al norte, con la provincia de Ávila al este, con Extremadura al sur y con la Sierra de Francia al oeste.
| Noroeste: Sierra de Francia               | Norte: Entresierras             | Nordeste: Salvatierra              |
| Oeste: Sierra de Francia                  |                                 | Este: Alto Tormes                  |
| Suroeste: Tierras de Granadilla (Cáceres) | Sur: Valle del Ambroz (Cáceres) | Sureste: Valle del Jerte (Cáceres) |

## Demografía
| Gráfica de evolución demográfica de Sierra de Béjar (comarca) entre 1900 y 2017                                                                               |
| |
| Población de derecho (1900-1991) o población residente (2001, 2010) según los censos de población del INE Población según el padrón municipal de 2017 del INE |

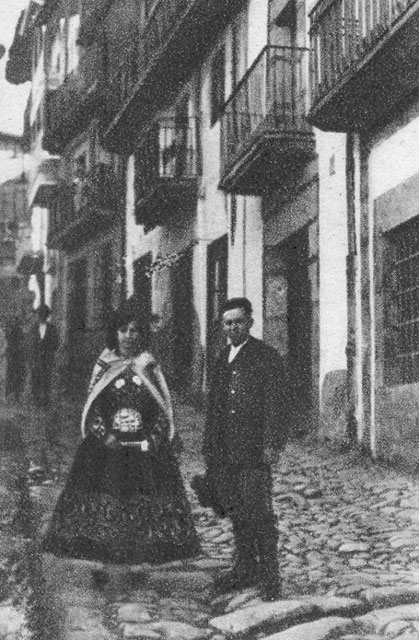
Traje tradicional de la comarca

Los pueblos de la comarca de Béjar venían perdiendo población desde principios de siglo XX, pero cuando sufrieron una fuerte emigración fue durante los años 60 y 70. La única excepción fue la capital comarcal, ya que Béjar a pesar de que tuvo un gran crecimiento demográfico entre los años 40 y 70, gracias a la pujante industria textil, no fue suficiente para compensar la gran pérdida demográfica del conjunto de la comarca. Esto sucedió porque la comarca bejarana, era un territorio donde primaba el minifundismo agrario que hasta los años 60 había servido para mantener a la población pero que con la industrialización del campo ya no salía rentable. Por ello los pueblos que no consiguieron industrializarse, es decir la mayoría, continuaron perdiendo población como venían haciendo desde principios de siglo, pero esta vez de una manera más fuerte.
Hubo otros pueblos que en los años 40 gracias a que montaron industrias chacineras, o Béjar y sus pueblos cercanos con la industria textil, consiguieron mantener e incluso aumentar su población hasta los años 70, cuando la caída de esta llevó a estos pueblos al descenso demográfico.
Actualmente Béjar soporta más de la mitad de la población comarcal, siendo el resto de los municipios de la comarca pequeñas localidades de entre 100 y 400 habitantes, que se dedican principalmente a la ganadería y al turismo.
Como se puede observar esta comarca tiene un problema demográfico grave, ya que muchos de sus municipios están por debajo de los 150 habitantes, y por tanto es difícil mantener los servicios básicos en dichos municipios.

## Diversidad biológica

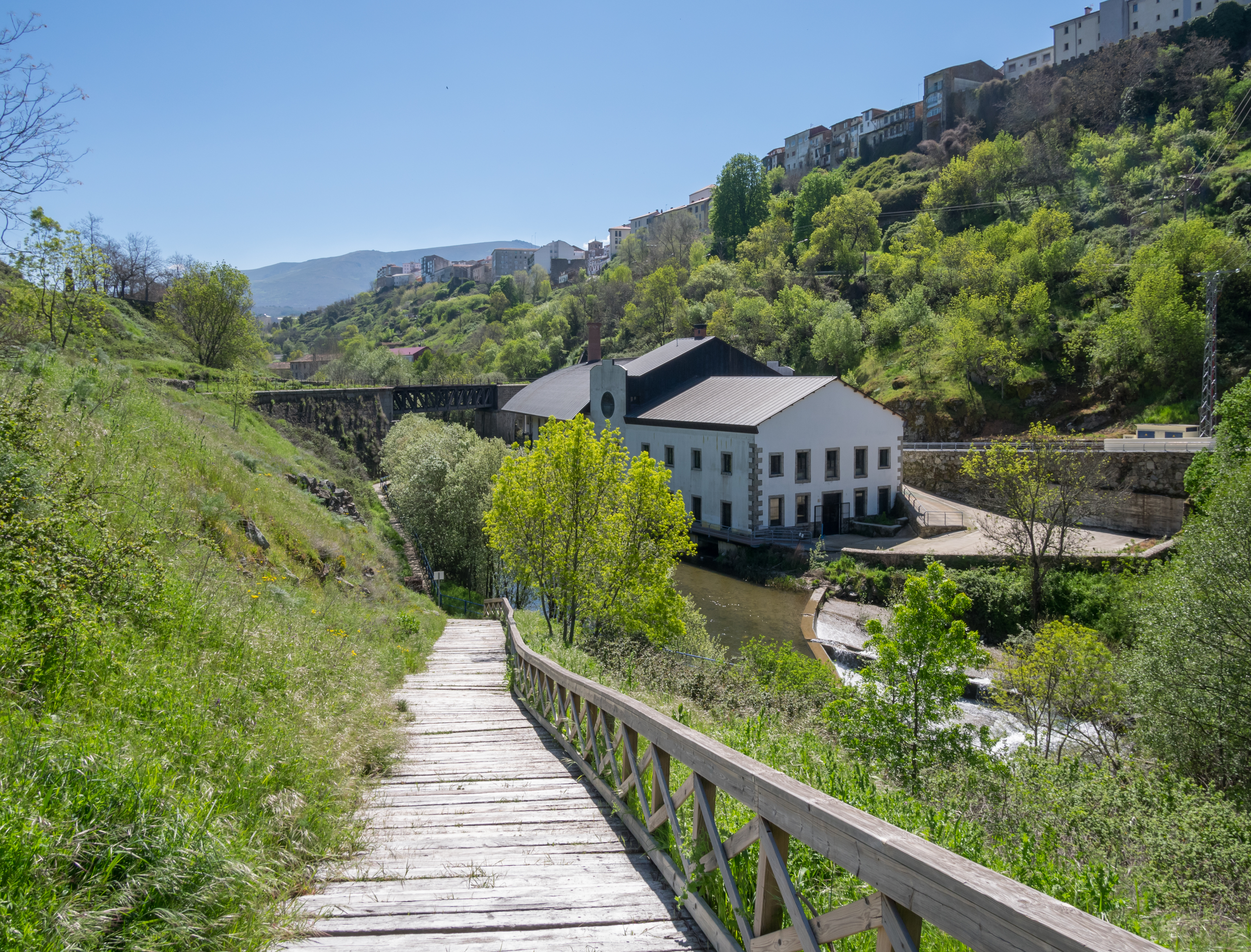
Ruta de las fábricas, en Béjar, junto al río Cuerpo de Hombre, patrimonio natural e importante testigo del pasado textil de la comarca

La Sierra de Béjar ha sido declarada reserva de la biosfera por la Unesco junto a la Sierra de Francia y alrededores.

## Cultura

### Arquitectura tradicional

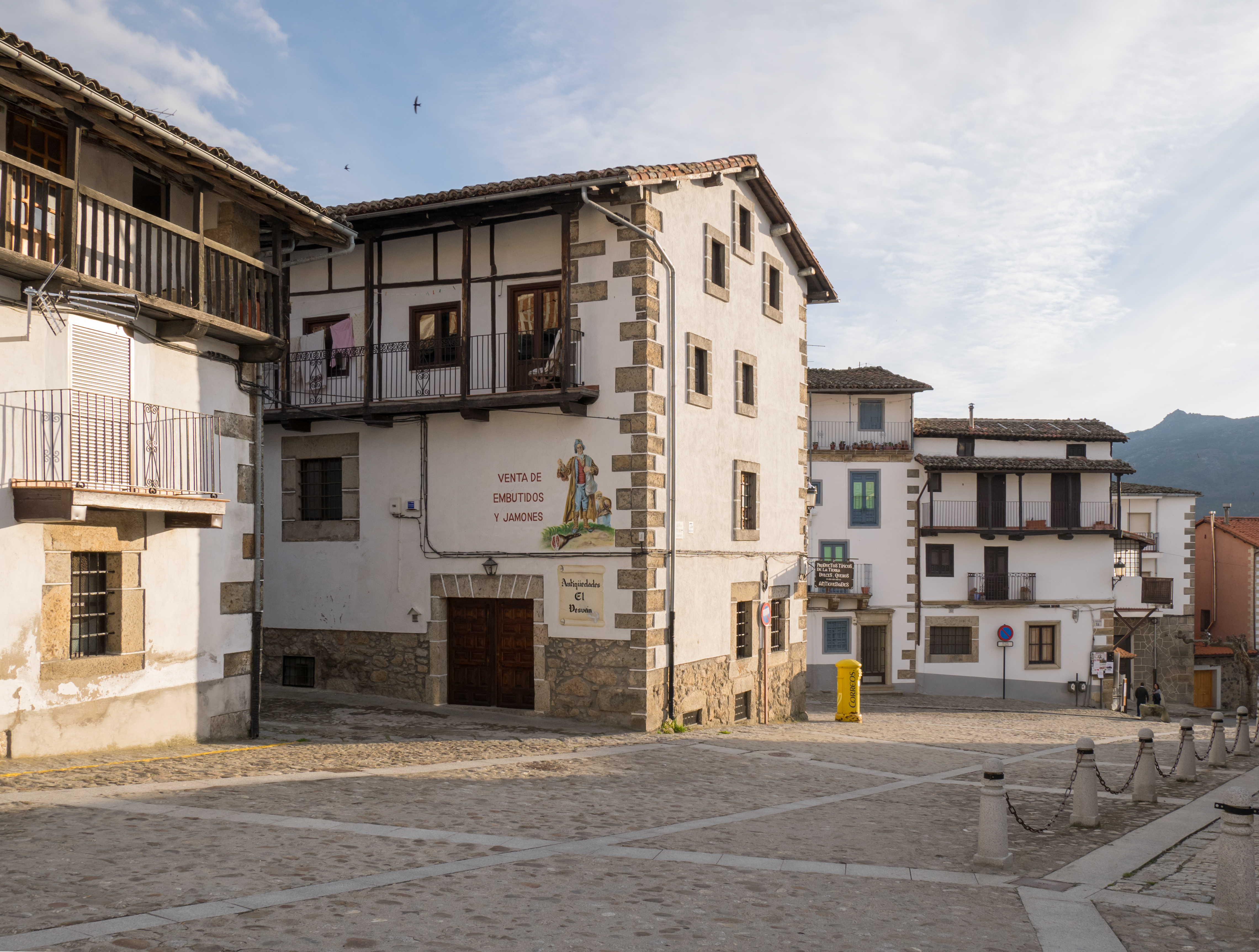
Arquitectura tradicional

Iglesia de Candelario

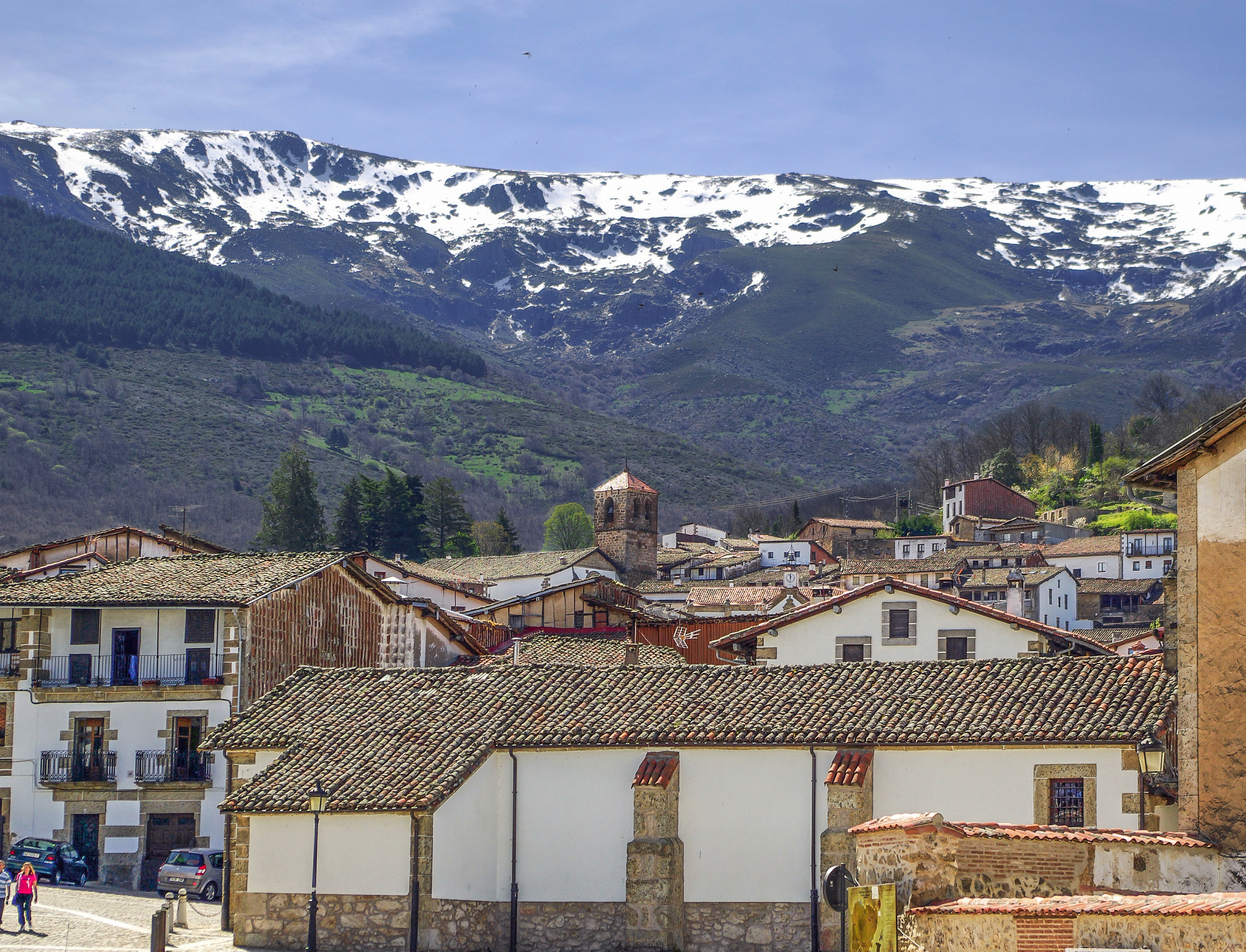
Candelario

En la Sierra de Béjar las casas se edifican agrupadas unas con otras para poder soportar mejor la rigurosidad del clima. Llama la atención que en casi todas las puertas se colocan unas protecciones de madera para resguardar de las nevadas. Se trata de las «batipuertas».
Un elemento muy característico de los pueblos es la presencia del agua. Todos cuentan con numerosas fuentes. En las calles de Candelario existen canalizaciones por las que discurre el agua. Se trata de un pueblo destacado como ejemplo de conservación de la arquitectura comarcal.
La fachada de la típica casa bejarana posee una presencia muy sólida. Suele ser simétrica en la distribución de las puertas y ventanas. Expone sillares de granito en estructura y dinteles. El resto se recubre con cal quedando en un característico color blanco. Según la capacidad económica de los moradores, presenta uno o dos pisos en altura y además se suele construir una terraza en la segunda o tercera planta, si la hay.
En los tejados no se observan chimeneas pues suelen sustituirse por un cántaro roto. A veces el humo simplemente sale por un teja levantada.
Al entrar en la planta baja nos encontramos con el «portal» o vestíbulo distribuidor desde el que se accede a distintos cuartos y donde se sitúa la escalera. También da acceso al patio trasero en las casas que lo tienen. Uno de los espacios de esta planta es el conocido como «picadero», un cuarto habilitado para realizar la matanza. En la viga central se colgaba un arnés donde se colocaba el cadáver del animal para su despiece.
En el primer piso se encuentra la «sala», un espacio que da a la fachada y cuenta con varios dormitorios. La cocina se encuentra normalmente en el segundo piso aunque también puede presentarse en el primero. Es el espacio más concurrido de la casa. Suele ser amplia y enlosada de piedra. Al contrario que en la mayoría de las cocinas tradicionales del resto de las comarcas de la provincia, en las de la Sierra de Béjar no existe la amplia y característica chimenea de campana. Existe un «sequero» o techo de rejillas por el que se escapa el humo hacia el desván. Esto posibilitaba la curación y conservación del embutido y los productos perecederos. También ayudaban a ello un conjunto de ventanas practicables en solana existentes en la fachada de esta planta.
El desván suele ser diáfano y está dotado de un complejo sistema de «varales» o palos de donde se cuelga el producto de la matanza.

### Dialectología
En la Sierra de Béjar se encuentran hoy en día hablantes patrimoniales del extremeño, aunque muy pocos. Por lo general en las poblaciones pertenecientes a esta comarca el castellano no es puro ya que muestra muchos rasgos extremeños y leoneses. Así pues el castellano de esta zona es el castellano leonés, un habla de transición.